# سارو گاکو

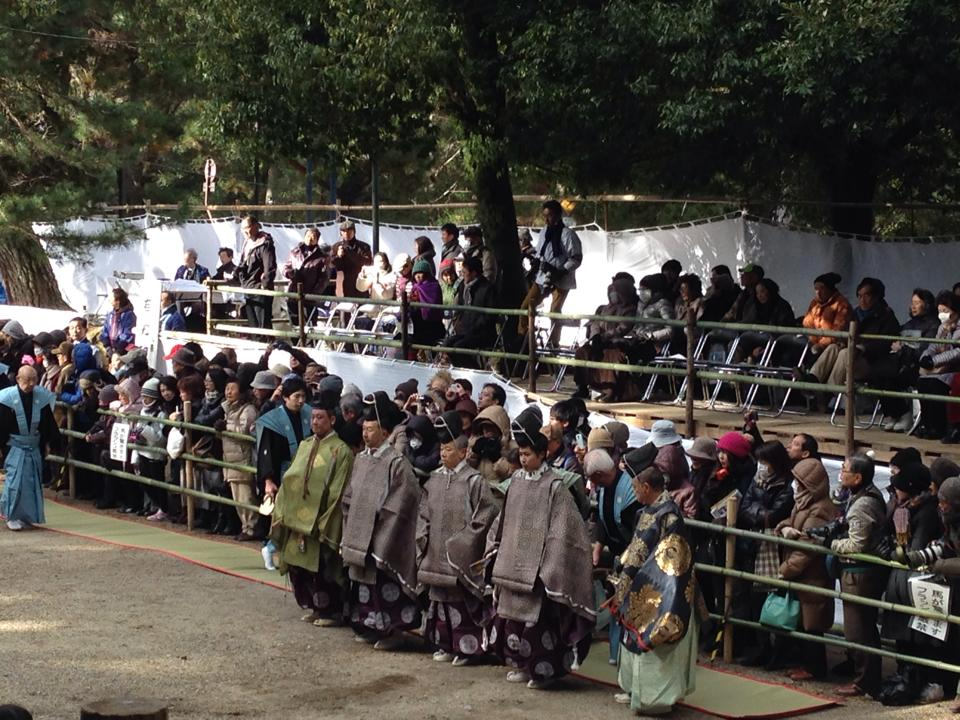
تئاتر میمون در ژاپن

سارو گاکو (به ژاپنی: 猿楽 Sarugaku) به معنای «موسیقی میمون» شکلی از تئاتر در ژاپن در طی قرن‌های ۱۱ تا ۱۴ میلادی بود. سارو گاکو از سان گاکو منشأ گرفته‌است و نوعی سرگرمی یادآور سیرک امروزی، متشکل از حرکات آکروباتیک، ژانگولربازی و پانتومیم است که گاهی اوقات با رقص همراه طبل ترکیب می‌شود.